# Hrabstwo Stephens (Georgia)

Piramida wieku hrabstwa

Hrabstwo Stephens (ang. Stephens County) – hrabstwo w stanie Georgia w Stanach Zjednoczonych. Jego siedzibą administracyjną jest Toccoa.

## Historia
Hrabstwo zostało założone w 1905 roku.
Nazwa hrabstwa pochodzi od nazwiska Alexandra Stephensa (1812–1883), Kongresmena Stanów Zjednoczonych, pierwszego i jedynego Wiceprezydenta Skonfederowanych Stanów Ameryki.

## Geografia
Według spisu z 2000 roku obszar całkowity hrabstwa obejmuje powierzchnię 184,23 mil2 (477 km²), z czego 179,26 mil2 (464 km²) stanowią lądy, a 4,97 mil2 (13 km²) stanowią wody. Hrabstwo obejmuje znaczną część Jeziora Hartwell.

### Miejscowości
- Avalon
- Martin
- Toccoa

### Sąsiednie hrabstwa
- Hrabstwo Oconee, Karolina Południowa (północ)
- Hrabstwo Franklin (południe)
- Hrabstwo Banks (południowy zachód)
- Hrabstwo Habersham (zachód)

## Demografia
Według spisu w 2020 roku hrabstwo liczy 26,8 tys. mieszkańców, co oznacza wzrost o 2,3% od poprzedniego spisu z roku 2010. 81,5% stanowiły białe społeczności nielatynoskie, 10,7% to Afroamerykanie, 4,1% to Latynosi, 2,9% było rasy mieszanej, 1% deklarowało pochodzenie azjatyckie, 0,6% to rdzenna ludność Ameryki i 0,2% pochodziło z wysp Pacyfiku.

## Religia
W 2020 roku największą grupę pod względem członkostwa tworzą ewangelikalni protestanci, zwłaszcza południowi baptyści (33,8%) i zielonoświątkowcy (8 zborów). 3,2% było członkami Kościoła katolickiego.

## Polityka
Hrabstwo jest silnie republikańskie, gdzie w wyborach prezydenckich w 2020 roku, 78,8% głosów otrzymał Donald Trump i 20,1% przypadło dla Joe Bidena.